# Cung điện ở Bukowiec
Cung điện ở Bukowiec (tiếng Ba Lan: Pałac w Bukowcu) là một cung điện lâu đời nằm ở làng Bukowiec, thuộc thị trấn Jelenia Góra, tỉnh Dolnośląskie, Ba Lan. Công trình kiến trúc này có tên trong danh sách di tích.

## Lịch sử
Khu đất ở làng Bukowiec xuất hiện trong những văn bản có từ năm 1305. Vào thế kỷ 16, một trang viên thời Phục hưng được xây dựng ở Bukowiec. Vào năm 1744, cung điện được xây dựng lại. Sau năm 1785, chủ sở hữu cung điện là gia đình quý tộc Reden. Gia đình Reden đã tu sửa cung điện kỹ lưỡng theo phong cách cổ điển. Một công viên rộng lớn xung quanh cung điện được hình thành và là một trong những công viên cảnh quan đầu tiên ở Lower Silesia. Sau năm 1970, một số cơ sở giáo dục khác đặt trụ sở tại đây. Hiện tại, cung điện, trang trại và công viên đều là tài sản nhà nước.

## Kiến trúc
Cung điện là một tòa nhà ba tầng, nằm trên một mặt phẳng hình tứ giác không đều được phủ bởi mái mansard (các mặt bên của mái nhà đối xứng với nhau). Phần nội thất cơ bản trong cung điện vẫn còn tồn tại như: lò sưởi cùng phần trang trí vữa ở tầng trệt và tầng một. Xung quanh cung điện có các trang trại được bao quanh bởi một công viên cảnh quan rộng lớn.